# ADAMI
ADAMI (фр.  Société civile pour l'administration des droits des artistes et musiciens interprètes) – французское общество по коллективному управлению смежными правами исполнителей, некоммерческая общественная организация.

## История создания
Общество ADAMI создано 24 февраля 1955 года.
Учредители организации: Roger Bourdin, Jean Giraudeau, Pierre Olivier и Pierre Chesnais.
Членами организации по состоянию на 31 декабря 2009 года являются 23 017 артистов-исполнителей: известные актеры, певцы, музыканты, дирижеры.

## Цели деятельности
Главная задача ADAMI – сбор, распределение и выплата вознаграждения исполнителям за публичное исполнение, сообщение фонограмм, опубликованных в коммерческих целях, в эфир и по кабелю, а также частное копирование записей их исполнений.
Кроме того ADAMI представляет и защищает смежные права французских исполнителей, оказывает им материальную поддержку, как во Франции, так и за рубежом. Многие значимые культурные проекты, направленные на поддержку, трудоустройство и профессиональное обучение исполнителей, в том числе начинающих, проходят под эгидой ADAMI. За период с 1988 года количество подобных программ достигло 14 000, на их организацию было выделено свыше 205 млн. евро.
За последние годы гранты ADAMI получили более 900 различных проектов артистов-исполнителей на общую сумму около 12 млн. евро.
С ноября 2000 года ADAMI проводит в курортном городке Кабур на севере Франции Европейскую конференцию артистов-исполнителей, в которой принимают участие известные европейские исполнители, продюсеры, представители различных музыкальных объединений, а также представители обществ по коллективному управлению правами исполнителей.

## Финансовые показатели
Общая сумма сборов вознаграждения за 2009 год составила 58 млн. евро (в 2008 году — 53 млн., в 2007 году — 52 млн.).
В течение 2009 года ADAMI выплатило вознаграждение на сумму 41 млн. евро более чем 58 000 исполнителей во Франции и в Европе. Показатели по 2008 году - 35 млн. евро для 47 000 исполнителей, по 2007 году — 38 млн. евро для 45 000 исполнителей.

## Руководящие органы
Совет ADAMI формируется из представителей разных категорий артистов-исполнителей и состоит из 34 членов.
Президент ADAMI с 2005 года — Philippe Ogouz.
Генеральный секретарь — Benoist Brione.

## Международная деятельность
ADAMI является членом следующих международных организаций: 
- AEPO (Association of European Performers’ Organizations);
- SCAPR (Societies Council for the Administration of Performers Rights);
- IPDA (International Data Base Association).

Кроме того, ADAMI имеет ряд соглашений о взаимном представительстве интересов с иностранными организациями по коллективному управлению правами исполнителей.
Партнером ADAMI в России является Всероссийская организация интеллектуальной собственности.